# Pethia nigrofasciata
Una volta classificato nel genere Barbus e successivamente nel genere Puntius, Pethia nigrofasciata è un pesce d'acqua dolce appartenente alla famiglia Cyprinidae conosciuto comunemente come barbo nigro o barbo rubino.

## Distribuzione e habitat
Vive nei ruscelli collinari della foresta pluviale dello Sri Lanka. Vive in corsi d'acqua freschi e ombreggiati con acque trasparenti.

## Descrizione
Misura fino a 6–7 cm, le femmine sono più grandi. I maschi hanno colori più accesi e pinne di colore scuro.

## Riproduzione
Si riproduce in acque basse e ricche di vegetazione.

## Alimentazione
La dieta è basata su alghe e detrito.

## Acquariofilia
È un comune pesce d'acquario. Deve essere allevato in banchi di almeno 5 esemplari in una vasca di almeno 80 cm di lunghezza.